# Playa de Ribera l'Ouca
La playa de Ribera l'Ouca se encuentra en el concejo asturiano de Cudillero y pertenece a la localidad española de «Santa Marina». Forma parte de la Costa Occidental de Asturias, y está ubicada entre la Punta la Borona y la playa de El Aguaduz, la cual presenta como singularidad el islote de La Zarza en su centro.

## Descripción
La playa es realmente un pedrero con forma de concha, tiene una longitud de unos 120-130 m y una anchura media de unos 35 a 40 m. Su peculiar nombre se debe a la evolución del vocablo ocle (algas) —que derivó a ouca—, El ocle es un producto depositado en ciertas playas asturianas que ha sido tradicionalmente utilizado como abono de tierras.

Su entorno es rural y con un bajo grado de urbanización y la peligrosidad es media. Los accesos son peatonales e inferiores a un km pero de difícil recorrido. Su entorno es rural y con un bajo medio de urbanización. El lecho está compuesto de arenas gruesas y tonos claros en pequeñas cantidades ya que la mayoría del lecho lo cubren cantos rodados.
Para acceder a la playa cuyo núcleo de población más cercano es Ballota, se debe ir desde el pueblo de «Santa Marina».La playa está junto a la de Pumarín y están separadas por la «punta Borona», al occidente de la Playa de Pumarín recorriendo el mismo camino que para la de Pumarín, tomando una desviación pasados unos 150 m de las ruinas de «El Castillo», que fue utilizado durante la Guerra Civil Española como puesto de vigilancia por su estratégico emplazamiento. Unos 150 m más adelante se llega al borde del acantilado, muy disimulado por la vegetación por lo que hay que extremar la vista y la prudencia, y unos 150 m más adelante hay un túnel en la propia vegetación, que hay que atravesar. A partir de este punto se inicia el descenso por un peligroso camino que complica, y mucho, la bajada.
La playa no tiene ningún tipo de servicio y para los que se atreven a bajar, se recomienda la pesca submarina y la recreativa con caña. Se reireta el peligro que supone bajar a la playa si no se esexperto y no se conocen bien los caminos.